# Synagoga w Mád
Synagoga w Mád (węg. Mádi zsinagóga) – synagoga znajdująca się w podtokajskiej osadzie Mád na Węgrzech, wybudowana w 1798 roku z funduszy dwóch żyjących tam rodzin żydowskich. Mimo tragicznych wydarzeń jest obecnie jedną z najlepiej zachowanych synagog na Węgrzech, z unikalną i bardzo dobrze zachowaną polichromią.

## Historia żydowskiej gminy wyznaniowej w Mád
Osada Mád leży w tokajskim regionie winiarskim, 10 km od miasta Szerencs. Okolice te były zamieszkane już w czasach prehistorycznych, na co wskazują znalezione tu i przechowywane w Muzeum Narodowym w Budapeszcie pozostałości naczyń z epoce brązu. Sama osada istniała już w XIII wieku.
Żydzi przybyli do Mád i na teren Pogórza Tokajskiego na początku XVII wieku i od razu włączyli się do handlu winogronami oraz winem z tych okolic – Tokajem. Z tego okresu pochodzi list rabbiego z Krakowa, Joela Sirkesa, w którym referuje o produkcji koszernego wina we wsi Zombor koło Mád.
Kiedy w połowie XVII wieku Węgry rozpadły się na trzy części, Pogórze Tokajskie oraz sam Mád leżały w strefie buforowej trzech mocarstw – Królestwa Węgier Domu Habsburgów, Imperium Osmańskiego i Siedmiogrodu – i bardzo często wędrowały z rąk tureckich do habsburskich i z powrotem, a w roku 1667 osada zupełnie została zniszczona w wyniku działań wojennych armii tureckiej.
Chociaż sporadyczne źródła wskazują na fakt, że w Mád Żydzi żyli już na początku XVII wieku, o ich zorganizowanym życiu religijnym można mówić dopiero od pierwszej połowy XVIII wieku. O ile spis ludności z 1726 roku mówi tylko o jednym Żydzie w Mád, to w 1736 roku odnotowano już osiem osiedlonych tu rodzin żydowskich. Cieszyli się oni opieką zagranicznej i węgierskiej szlachty i zajmowali się przede wszystkim winiarstwem i handlem. Już w drugiej połowie stulecia powołali do życia w Mád żydowską gminę wyznaniową. Pod koniec XVIII wieku stosunki między chrześcijanami a Żydami nie były dobre, lecz Żydom wcale to nie przeszkadzało prowadzić swoich codziennych czynności. Handlowali, uprawiali winorośl, produkowali wino i wzmacniali życie religijne gminy.
O życiu religijnym i jego rozkwicie świadczy najlepiej powołanie do życia w drugiej połowie wieku chewra kadisza ("święte stowarzyszenie" do załatwiania żydowskich spraw pogrzebowych) oraz zbudowanie pierwszej w Mád synagogi.
Od tej chwili przez 250 lat w Mád pokojowo współżyła ze sobą ludność katolicka, protestancka i wyznania mojżeszowego. Według danych spisu ludności z 1920 roku ludność tej osady była w 75% katolicka, w 10% protestancka, oraz w 15% izraelicka. Pokojowemu współżyciu położył kres Holocaust, który zupełnie wytrzebił stąd życie żydowskie.

### Czasy świetności i upadek żydowskiej gminy wyznaniowej

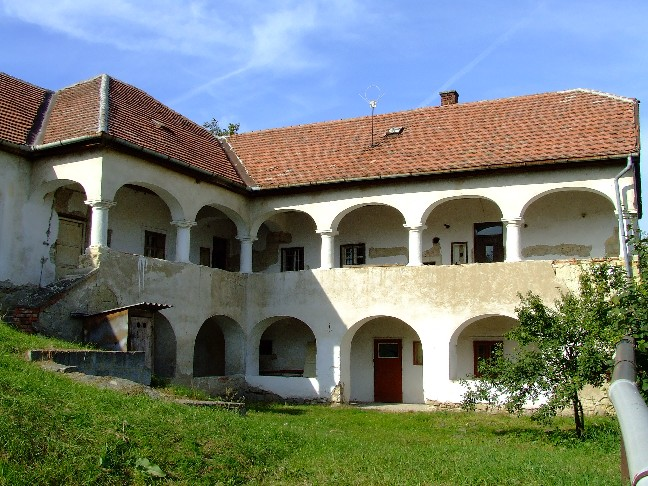
Szkoła Rabinów, Jesziwa

W XIX wieku życie religijne Żydów w Mád już daleko przekroczyło miejscowe ramy i sięgało nawet do bardzo dalekich gmin żydowskich. Uczeni Talmudu pielęgnowali naukę, a tutejsza Jesziwa, żydowska szkoła Talmudu, przyciągała młodzież z bardzo dalekich miast, miasteczek i wsi.
Ludność żydowska bogaciła się, zdobywając coraz większy majątek. Z wielkim zainteresowaniem zwracała się w stronę miejscowych i narodowych problemów politycznych, a pod koniec stulecia domagała się udziału w miejscowych władzach samorządowych. Nie ma dokładnych danych o tym, jakim zajęciom hołdowali miejscowi Żydzi, ale z rozproszonych danych oraz dokumentów procesowych można wnioskować, że większość z nich utrzymywała się z winiarstwa i pokrewnych zawodów.
W okresie rewolucji i walk niepodległościowych 1848-1849 roku na Węgrzech Żydzi stali po stronie Lajosa Kossutha. Widzieli w nim gwaranta podstaw równouprawnienia. Zanotowano o Żydach z Mád, że wpłacili potężną sumę 300 forintów do kasy Rewolucji i Walk Niepodległościowych 1848-1849 roku na Węgrzech. O jednym z synów rodziny Neuman, który zmadziaryzował swoje nazwisko na Újfy, zapisano również, że przyłączył się do obozu Kossutha, a później towarzyszył mu podczas emigracji.
Od XX wieku w państwowej szkole dzieci żydowskie i chrześcijańskie uczyły się razem. Nieraz zdarzało się, że na szkolnych uroczystościach święta narodowego 15 marca najbardziej patriotyczny wiersz węgierski, "Pieśń Narodową" ("Pora, Węgrzy! Czas, narodzie!") recytowało żydowskie dziecko. Wtedy, na początku dwudziestego stulecia, życie Żydów w Mád było spokojne. Wielu z nich było członkami Stowarzyszenia Winiarzy Pogórza (węg. Hegyaljai Bortermelők Egyesülete).
Na początku lat trzydziestych władze samorządowe wsi postanowiły zbudować pomnik ku czci bohaterów poległych w I wojnie światowej (wśród Poległych Na Polu Chwały z Mád znajdujemy nazwiska dwunastu Żydów). Na ten cel przeprowadzono zbiórkę pieniędzy, a zbierano także wśród Żydów. Kiedy nastąpiło poświęcenie nowego pomnika, obok katolickiego księdza i ewangelickiego pastora obecny był żydowski rabin z Szerencs, który również wygłosił patriotyczne przemówienie.
W roku 1935 w mieszczańskim kasynie Żydzi byli zawsze mile widzianymi gośćmi. Wydawało się, że okolice te ominie antysemityzm tego okresu.
Względny spokój przepadł w 1939 roku, kiedy pierwsze fale antysemityzmu niespodziewanie wtargnęły także do Mád. W roku 1940, podczas pierwszych deportacji, z Mád uprowadzono trzy rodziny. Rok później zamierzano wywieźć kolejnych piętnaście rodzin. Zamiar ten wywołał olbrzymie oburzenie wśród mieszkańców Mád. Choć rodziny te w końcu zostały, od 1941 roku również z Mád zabierano chłopców żydowskich w wieku poborowym do przymusowej pracy na Ukrainie. Niejeden z nich stał się ofiarą brutalności policji i wojska. Lata 1942-1943 minęły we względnym spokoju, po których w 1944 roku nastąpiła okupacja niemiecka. Również i tu ruszyła machina śmierci: żółte gwiazdy, getto, deportacja.
W 1944 roku po żydowskim święcie Pesach wszystkich Żydów zapędzono do synagogi. Trzymano ich tam trzy dni i trzy noce, a następnie zawieziono do miasta Sátoraljaújhely, do centralnego getta. Stamtąd w trzech grupach wywieziono ich do obozu zagłady w Auschwitz. W ciągu kilku dni podróży, 230-osobowa grupa stopniała do 120, z której jedynie około trzydziestu ludzi pozostało przy życiu.
W styczniu 1945 roku do Mád przybyli pierwsi repatrianci – 7 młodych mężczyzn. W 1946 roku było ich 40. W 1947 roku wskrzesili miejscową gminę wyznaniową, a nawet wybrali sobie rabina. Trzy lata później odsłonili tablicę pamiątkową ku czci zamordowanych. W latach 1950–1956 wielu z nich opuściło Mád i w pozostały tu już tylko 3 rodziny żydowskie. W 1972 roku jeszcze żyła tu jedna rodzina żydowska. W 1994 roku zmarł ostatni z żydowskich mieszkańców Mád.

## Synagoga w Mád

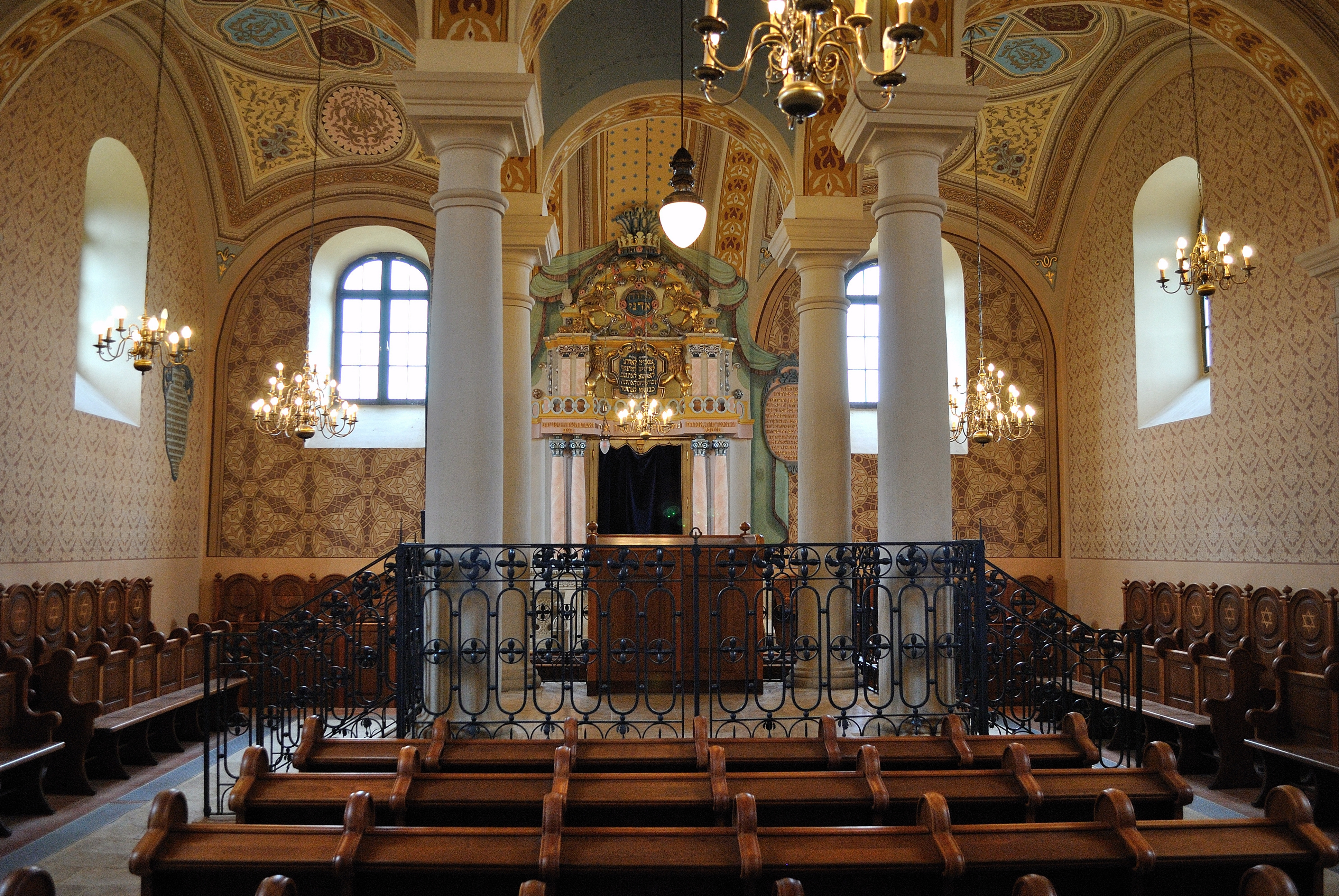
Wnętrze Synagogi w Mád

Pierwsze źródła wzmiankujące o żydowskim domu modlitwy we wsi Mád pochodzą z 1771 roku. Dopiero w 1798 roku, wybudowano nową synagogę, która zachowała się do dzisiejszych czasów. Budowę sfinansowały dwie bogate rodziny – Brenerów i Teitelbaumów, które w Mád osiedliły się zajmując się handlem winem.
Lokalni kronikarze zanotowali, że zgodnie z prawem żydowskim mężczyźni, kobiety i dzieci dźwigali kamienie na budowę synagogi z kamieniołomów w pobliskich górach, gdyż obce (nie-żydowskie) ręce nie mogły ich tknąć. Wyposażenie synagogi wykonał rabin z Bonyhádu Wolf Boskovitz (1740-1818).
Dzięki sumiennej i drobiazgowej pracy włoskich rzemieślników, od wewnątrz konstrukcję podtrzymują cztery kolumny nośne, pomiędzy którymi znajduje się bima otoczona kutą balustradą. Nad podium, nad Aron ha-kodesz umieszczona została kopuła, a wokół w dwóch rzędach stoją ławki dla 130 osób.
Swoista mieszanka baroku i konserwatyzmu czyni ten budynek jednym z najpiękniejszych węgierskich synagog.
Forma synagogi oraz jej wnętrze reprezentuje jedną z grup ówczesnego węgierskiego żydostwa – ortodoksję sąsiadujących z Galicją północno-wschodnich komitatów Węgier. W strukturze i rozkładzie tego budynku, dawne tradycje reprezentuje dziewięciofunkcyjna główna sala modlitewna. Był to wynalazek XVI-wiecznego polsko-litewskiego renesansu.
Taka kompozycja architektoniczna, która tworzy łączność między bimą i strukturą architektoniczną, wyraża sedno przestrzeni przeznaczonej dla nauczania i modlitwy. (Zdaniem niektórych cztery kolumny, to cztery słupy akacjowe dzierżące w pustyni wewnętrzną świątynię przechowującą Arkę Przymierza (Exod. 27,32) – a więc sama synagoga to obraz przytułku stworzonego dla niego na rozkaz Boga.)
Na podstawie porównań synagogi z podobnymi budowlami i wyrytej nad wejściem do niej liczbą, rok 1795 uważany jest za wiarygodną datę jej budowy. Oprócz tego o pozostałych losach tej budowli nie ma żadnych danych. Bowiem poza archiwum gminy wyznaniowej, w innych miejscach takich dokumentów nie przechowywano, a archiwum to znikło.

### Babiniec
Na zachodniej stronie głównej sali modlitewnej, nad przedsionkiem znajduje się miejsce modlitwy dla kobiet czyli babiniec, które wielkim łukiem otwiera się na salę modlitwy mężczyzn. Tę przestrzeń od dużej sali modlitewnej oddzielała wysoka barierka. Babiniec w późniejszych wiekach powiększono w ten sposób, że rozszerza się on na męską sekcję modlitewną. Dobudowę wykonano z drzewa, podpierały ją dwa drewniane słupy.
Wraz z budową nowego balkonu, oryginalną barierkę zburzono. Pozostały jednak ślady oryginalnej barierki: na stronie tynkowanych kolumn starego chóru, licząc od poziomu podłogi, na wysokości 94 cm w całej szerokości widoczna jest barierka, jeżeli lekko odłupiemy ścianę. Ściana chóru była na wysokości trzech stóp, a bez tynkowania jej szerokość wynosiła 72–74 cm.
Barierka starego babińca w synagogach składała się z dwóch elementów: przedniej balustrady i z górnej kraty uniemożliwiającej przejście.

### Wewnętrzny wystrój synagogi

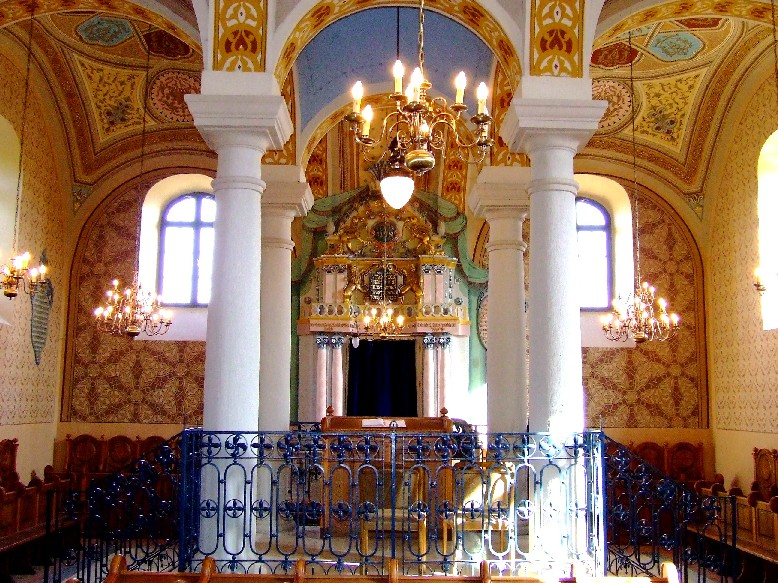
Wnętrze synagogi w Mád

Malowanie wnętrz synagog XVI i XVIII wieku odbywało się wedle kilku tradycji: od zupełnego braku dekoracji do stosowania bogatych barw. Tradycja jest także różnorodna: polsko-litewskie drewniane synagogi w większości miały ściany i sklepienia pokryte malowanymi ornamentami roślinnymi, między którymi znajdowały się tablice z hebrajskimi inskrypcjami.
Kościół w Csaroda i podobne do niego kościoły w komitcie Vas wskazują, że w XVII wieku ten typ dekoracji pokrywał wnętrza wszystkich kościołów. Druga tradycja była podporządkowana większej surowości i dlatego zupełnie pomija dekorację, toleruje teksty jedynie na Aron ha-kodesz (ארון הקודש) i na wschodniej ścianie.
Począwszy od średniowiecza reponsumy rabinackie zaczynają zajmować się zagadnieniem dekorowania synagog i zdania są przeważnie negujące, bo obawiano się odwrócenia uwagi modlących się. Obawiano się, żeby dekoracje nie tworzyły wrażenia, że Żydzi ubóstwiają roślinne i inne motywy dekoracyjne.
Malowanie wnętrz na przełomie lat 1947/1948 (na podstawie biegłej opinii historyka sztuki Ferenca Dávida) było następujące: "Przed ustaniem używania budynku dla celów modlitewnych, wielką salę synagogi oraz babiniec pokrywała ornamentyka w stylu mauretańskim, a więc geometryczne motywy ramowe oraz stylizowane rośliny wraz z najróżniejszymi indyjskimi liśćmi lianowymi tak zwaną palmetą. Leżnie pokrywają palmety ujmujące trzyćwierciowe kręgi. Duże sklepienie dekorują motywy gwiezdne wprawione w kręgi oraz wzajemnie nakładające się na siebie motywy o kształcie prostokątnym, które wyrysowują sześcioramienne gwiazdy. Środkowe i ślepe płaszczyzny pól dekorują liście i ozdoby lianowe o zmiennym kształcie. Mniejsze, prostokątne pola oprawiono, a ich wnętrza wypunktowano. Między czterema filarami bimy, cała powierzchnia sufitu jest jednolitego koloru ciemnoniebieskiego.
Podstawowy kolor malowideł bocznych ścian jest żółto-brązowy, ornamenty są purpurowo-brązowe. Ozdoby patronów są ze wzorami, na pozostałych powierzchniach można zauważyć powtarzanie się motywów. Na stronie zachodniej ponad łukami balkonowymi, w wąskiej resztkowej smudze widzimy tą samą kompozycję wzorów na dowód, że całą synagogę na wszystkich trzech ścianach bocznych dekorowano tak samo.
Na wschodniej ścianie, na połówkach dwóch skrajnych pól sklepieniowych, znajdujących się po stronie osi środkowej, widać pozostałości pierwotnego tynku i jego malowideł. Stosowano tu powtarzające się próbki. Tło, płytę i nakładkę tworzą trzy kolory. Barwy ścian bocznych są bardziej jasne, a jednocześnie o zimniejszym odcieniu nastrojowym.
Malowaną ornamentykę ściany wschodniej, wykonano dwoma patronami. Powtórkę wzoru można zauważyć, rysunek ozdób jest cały. Natomiast rekonstrukcja całości z powodu wielkości i złożoności wzoru oraz dlatego, że pozostałość znajduje się nie pośrodku prostej płaszczyzny ściany, a na płaszczyźnie łukowato stykającej się z sufitem – nie będzie łatwym zadaniem.
Również na babińcu, na suficie na dużych płaszczyznach pozostały jeszcze pierwotne malowidła. Dwa skrajne odcinki sufitu ozdobiono dużymi malowanymi sześcioramiennymi gwiazdami. Drewniane rozdziały filarowe na bocznych ścianach także otrzymały proste, jednokolorowe malowanie. W północnym narożniku strony wschodniej, w strefie między łukiem balkonowym i ramieniem sufitowym, widać mniejszą malowaną połać z żółto-brązowym wzorem tapetowym na nieco ciemniejszo brązowym tle. Kolory oraz małe kawałki wzorowe są podobne do malowania bocznych ścian dużej sali. Mała kolorowa połać, która pozostała na północnej ścianie, pokazuje także rozdzielenie wzorów. Schody prowadzące na babiniec i przednówek posiadają taki sam podstawowy kolor, ale bez ozdób.
Malowidła parterowego przedsionka są prawie nienaruszone. Ściany boczne do wysokości niskich przypór sklepieniowych, pokrywa fioletowo-białe podnóże z gęstymi czerwono-brązowymi ozdobami liniowymi, które naniesiono przy pomocy wałków. Ściany boczne nad podnóżem i opierające się na nich leżnie (nadproża) są odcienia różanego. Pola sufitowe pomalowano na ciemnoniebiesko, a na nich widać dziś już ściemniałe ozdoby z sześcioramiennymi gwiazdeczkami złotego koloru. W komorze, która otwiera się z przednówka, ściany pokrywa szorstkie białe malowanie wapienne, tylko na stronie wschodniej, za plecami chyba jakiejś byłej szafy, pozostały jeszcze większe ślady wcześniejszego malowania z patronowymi wzorami tapetowymi.
Z wcześniejszego zdobienia synagogi, równowiecznej z jej budową zachowała się plastyczna sztukateria sklepienia dużej sali i babińca: gwiazdy i rozety na środku pól sklepieniowych, ozdoby o kształcie podobnym do lilii andegaweńskich w narożniku tychże. Środkowe ozdoby pośrodku są dziurawe: było to po jednej róży sufitowej żyrandola. Dużą salę oświetlało dziewięć żyrandoli, a babiniec – trzy. (Jasne oświetlenie synagog, wiele żyrandoli to powszechna tradycja. Wiele żyrandoli z synagog niemieckich i holenderskich uwieczniły serie XVIII-wiecznych sztychów praskich. Na początku XIX wieku powstały malowidła, fotografie z Europy Wschodniej uwieczniły ich wygląd. W synagodze w Apostag również z każdej jednej połaci sklepieniowej zwisały żyrandole.) O XVIII-wiecznych kolorach synagogi nic nie wiemy i niestety nie otrzymamy żadnych analogicznych wskazówek.

### Zniszczenie budynku
Po II wojnie światowej synagoga w Mád straciła swoją pierwotną funkcję, gdyż 90% ludności żydowskiej Mád została wymordowana. Synagogę razem z pobliskim budynkiem rabinatu, przejęła miejscowa Rada Narodowa. W rabinacie urządzono mieszkania, natomiast sam budynek pozostawiono swojemu losowi. W latach pięćdziesiątych synagogę zamknięto. Książki i meble spalono, budynek obrabowano. Pozostały tylko nagie ściany.
Dalsze losy synagogi, to sukcesywne pustoszenie. Fronton wywrócił się, zrywając północno-wschodnie sklepienie i powodując poważne szkody w strukturze dachu (dwie trzecie zostały zupełnie zniszczone). Zacieki, które pojawiły się potem, pustoszyły cały budynek, niszcząc malowanie pozostałego jeszcze sufitu. Po przewróceniu się głównego frontonu, wschodni fronton budynku osiadł i przechylił się. Wejście do babińca i przednówek zostały zniszczone, a z ozdób frontonowych pozostało bardzo niewiele. Podobny los spotkał oryginalne szkielety kamienne i rzeźby, które stały na ścianie frontowej. Zniknęły kamienne ramy wejściowe i okienne. Wnętrze synagogi podobne było do zrujnowanego magazynu i nosiły ślady celowego wandalizmu.
Dopiero w 1978 roku w zniszczonym budynku dokonano pierwszych prac zachowawcze, w ramach których wyniesiono stamtąd gruz, podparto i umocniono wschodnią ścianę, odbudowano zapadnięte sklepienie, pola sklepieniowe otrzymały siatkę wzmocnioną warstwą betonową. Potem wykonano nową konstrukcję dachową i odbudowano przewróconą ścianę frontową.
Według pewnego planu z 1979 roku, synagogę chciano przekształcić w bibliotekę i salę widowiskową. (W tym wypadku bima miała spełniać funkcję "mikroskopowej sceny".) Wówczas malowidła bocznych ścian zupełnie zdrapano aż do kamienia, a sufit przedsionka przebito żelaznymi schodami. Nie doszło jednak do pełnej realizacji tego pomysłu.

### Renowacja synagogi

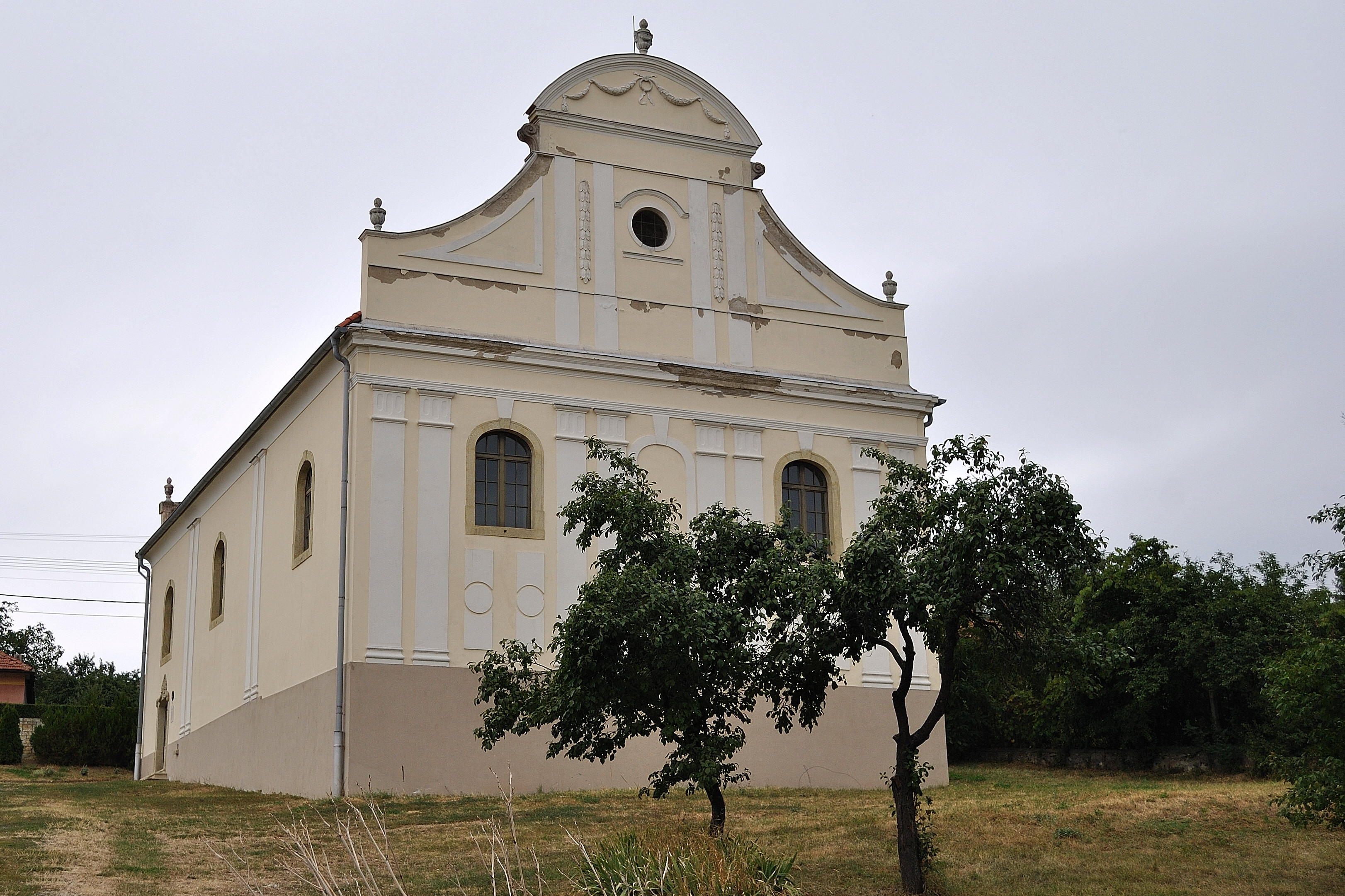
Synagoga w Mád

Renowacja synagogi rozpoczęła się dopiero za rządów premiera Józsefa Antalla. "Zezwolenie i szczegółowe plany restauracji" Dyrekcja Majątku Skarbu Państwa (węg. Kincstári Vagyoni Igazgatóság) zarządziła pod koniec listopada 2001 roku, zamawiając konieczne prace u spółki renowatorskiej Kisterenyei & Bálint Restaurátor Bt z miejscowości Kisterenye. Po wykonaniu projektów wykonawczych i wydaniu koniecznych zezwoleń, prace restauracyjne rozpoczęły się w lipcu 2002 roku, które w kilku etapach trwały aż do kwietnia 2004 roku, kiedy nastąpiło oddanie do użytku odnowionej synagogi.
Fachowe odrestaurowanie budynku, w roku 2005 nagrodzono dyplomem Nagrody Europa Nostra, a sama synagoga otrzymała zaszczytny tytuł "Europa Nostra Örökség Díj 2004" – czyli "Nagroda Spadku Europa Nostra 2004".
Projektantami odnowy bożnicy byli architekci Ágnes Benkő oraz Péter Wirth.

## Odrodzona Synagoga w Mád
Zupełnie beznadziejną sytuację z wprawdzie będącą na liście zabytków, ale coraz bardziej rujnującą się synagogą w Mád, uratowali dopiero Żydzi ze Stanów Zjednoczonych. World Monuments Fund Jewish Heritage z Nowego Jorku wnioskowało o przeprowadzenie ekspertyzy budynku, co w końcu zmusiło ówczesnego właściciela – skarb państwa do zajęcia stanowiska i rozpoczęcia prac konserwacyjno-remontowych.
Praca restauratorów związana była przede wszystkim ze zbadaniem i uratowaniem fresków na suficie, bimie, Aron ha-kodesz i w ich otoczeniu. Ale najbardziej ciekawym etapem restauracji synagogi było wierne odtworzenie mebli: zaprojektowanie i wykonanie zarówno wbudowanych jak i ruchomych mebli oraz oświetlenia. Restauratorzy z braku fotografii i rycin wnętrza tej synagogi, na podstawie podobnych obiektów, starali się bardzo wiernie zaprojektować i wykonać te meble, w pełni oddając pierwotny nastrój wnętrza bożnicy.
Duże zasługi w odbudowie odniosła wieloletnia organizatorka Zempléńskich Kulturalnych Dni – Judit Merényi oraz znany węgierski kompozytor i dyrygent, dyrektor Orkiestry Kameralnej im. Lista János Rolla oraz przedstawiciel Dyrekcji majątku Skarbu Państwa András Román, który nie szczędząc czasu i energii, od początku do końca osobiście nadzorował całą akcję. Program wspomnianego już nowojorskiego World Monuments Fund Jewish Heritage Grant wspomógł prace restauracyjne daniną w wysokości 80 000 dolarów USA.
Otwarcia synagogi dokonano w 60. rocznicę węgierskiego holocaustu – 9 maja 2004 roku. Ważnym momentem uroczystości był występ znanego żydowskiego zespołu wokalnego Klezmer band. W uroczystości udział wziął znany rabin z budapeszteńskiej dzielnicy Újpest – László Deutsch, który wygłosił mowę i poświęcił budowlę. Razem z synagogą doprowadzono do porządku sąsiedni budynek rabinatu. Synagoga w Mád znalazła się na zaszczytnej liście Światowego dziedzictwa kulturalnego.

## Posłanie na grobie rabina-cudotwórcy
Z synagogą w Mád związanych było dwóch rabinów, których mogiły dzisiaj stanowią miejsce pielgrzymkowe Żydów z całego świata. Pierwsza to mogiła rabina Reb Steiner Sajele w pobliskim Bodrogkeresztúr. Mieszkał w Mád, ale bardzo lubił spacerować po okolicznych wioskach, łąkach i górach. Podczas takiej wędrówki, na pastwisku pod Bodrogkeresztúr spotkał młodego chłopca pasącego bydło, który z nudów godzinami pogrywał sobie na fujarce. Rabinowi tak bardzo spodobała się ta nuta, że bez zastanowienia wkomponował ją w liturgię. Dzięki temu do dzisiaj stosowana jest w liturgii nie tylko na Węgrzech.
Grób rabina Reb Steiner Sajele z roku na rok odwiedza coraz więcej wiernych. Na cmentarzu w Sátoraljaújhely pochowany jest pochodzący z Mád rabin Mojse Teitelbaum, który stał się znanym cudotwórcą, lecząc ludzi bardzo chorych. Uleczył Lajosa Kossutha. Grób Mojse Teitelbauma od półtora wieku jest miejscem pielgrzymem wiernych wyznania mojżeszowego. A synagoga w Mád jest odwiedzana przez Żydów. Z roku na rok przybywają tu coraz większe grupy z całego świata, a przede wszystkim z Izraelu i Stanów Zjednoczonych.

## Przejęcie synagogi przez samorząd komitatu Borsód-Abaúj-Zemplén
Dzięki staraniom Muzeum im. Ottó Hermana z Miszkolcu, wiosną 2005 roku w synagodze w Mád otwarto stałą wystawę ze zbiorów Muzeum Zempléńskiego z Szerencs, która w dalszym ciągu cieszy się dużym zainteresowaniem zwiedzających. Równocześnie z tym Muzeum im. Ottó Hermana wystąpiło do władz komitatu Borsod-Abaúj-Zemplén z wnioskiem o przekazanie budynku synagogi w stałą opiekę tego muzeum.

## Materiały źródłowe
- A mádi zsinagóga rekonstrukciója. epiteszforum.hu, 09.08.2005. [dostęp 2008-01-18]. (węg.).
- Múlt-Kor – Történelmi Portál – Történelmi örökségünk nyomában. mult-kor.hu, 17.12.2004. [dostęp 2008-01-18]. (węg.).
- Üzenet a csodarabbi sírján. nol.hu, 13.06.2005. [dostęp 2008-01-18]. (węg.).
- A mádi zsinagógát átveszi használatba a borsodi önkormányzat. erec.hu. [dostęp 2008-01-18]. [zarchiwizowane z tego adresu (2008-02-24)]. (węg.).
- Unokáink sem fogják látni... – 170. adás. mtv.hu, 25.06.2005. [dostęp 2008-01-18]. (węg.).